# De Nardi (equip ciclista)
El De Nardi (codi UCI: DOM) va ser un equip ciclista italià de ciclisme en ruta. Tenia categoria d'UCI ProTeam, per la qual cosa podia disputar les proves de l'UCI ProTour.

## Història
L'equip es fundà el 2003 amb la fusió de l'equip De Nardi-Pasta Montegrappa d'Eslovàquia, i el Team Colpack-Astro italià. En aquest primer any destaca la victòria d'etapa al Giro d'Itàlia per part de Serhí Hontxar.
El 2004 l'equip pujà a 1a Divisió, i Hontxar va repetir victòria d'etapa al Giro i aconseguí un 2n lloc final.
L'any següent l'empresa Domina Vacanze va entrar com a patrocinadora i l'equip va canviar de nom a Domina Vacanze-De Nardi. L'equip va entrar a la primera edició de l'UCI ProTour. Malgrat això, a final de temporada l'equip va desaparèixer però la seva base va servir per fundar el nou equip Team Milram.
Malgrat tenir el mateix patrocinador, aquesta formació no té res a veure amb el Domina Vacanze-Elitron, posteriorment Naturino-Sapore di Mare.

## Principals resultats

### A les grans voltes
- Giro d'Itàlia
  - 3 participacions (2003, 2004, 2005)
  - 2 victòries d'etapa:
    - 1 el 2003: Serhí Hontxar
    - 1 el 2004: Serhí Hontxar

  - 0 classificacions secundàries:

- Tour de França
  - 1 participació (2005)
  - 0 victòries d'etapa:
  - 0 classificacions secundàries:

- Volta a Espanya
  - 1 participació (2005)
  - 0 victòries d'etapa:
  - 0 classificacions secundàries:

### Campionats nacionals
- Campionat d'Eslovàquia en contrarellotge (2): 2004, 2005 (Matej Jurčo)
- Campionat d'Uzbequistan en ruta (2): 2004 (Rafael Nuritdinov)
- Campionat d'Ucraïna en ruta (1): 2003 (Serhí Hontxar)
- Campionat d'Ucraïna en contrarellotge (1): 2004 (Andrí Hrivko)

## Classificacions UCI
El 2003, l'equip era considerat GSII, la segona categoria dels equips professionals.
| Temporada | Classificació per equips | Millor ciclista en la classificació individual |
| --------- | ------------------------ | ---------------------------------------------- |
| 2003      | 2n (GSII)                | Serhí Hontxar (25è)                            |
| 2004      | 27                       | Serhí Hontxar (46è)                            |

### UCI ProTour
| Temporada | Classificació per equips | Millor ciclista en la classificació individual |
| --------- | ------------------------ | ---------------------------------------------- |
| 2005      | 18è                      | Mirko Celestino (58è)                          |